# Code Name: S.T.E.A.M.
Code Name: S.T.E.A.M. (förkortning för "Strike Team Eliminating the Alien Menace") är ett turordningsbaserat strategispel som utvecklades av Intelligent Systems, och gavs ut av Nintendo till Nintendo 3DS den 13 mars 2015 i Nordamerika. Det planeras även att ges ut den 14 mars 2015 i Japan och den 15 maj 2015 i Europa.[uppföljning saknas]

## Gameplay
Spelet är ett turordningsbaserat strategispel, med vissa tredjepersonsskjutar-influenser. Till skillnad från Fire Emblem, en annan av Intelligent Systems strategispelserier, som har så kallad "permadeath" - det vill säga att figurer som faller i strid är förlorade för alltid - kan spelare i S.T.E.A.M. återställa sina figurers hälsonivå med hjälp av medaljer som fås genom att besegra fiender.

## Handling
S.T.E.A.M. utspelar sig i en fantasy-steampunk-variant av London. Huvudfiguren är en man vid namn Captain Fleming, som ingår i den spelarstyrda eponyma elit-militärtruppen Unit S.T.E.A.M. som bildades av en fiktiv version av Abraham Lincoln.

## Utveckling
Spelet utvecklades av Intelligent Systems; dessutom så var Shigeru Miyamoto och Hitoshi Yamagami från Nintendo involverade.
Spelets visuella stil är influerad av tecknade serier från den så kallade amerikanska silveråldern för serier (ca 1956-1970), bland annat Jack Kirbys serier. Även den mer sentida serieskaparen Bruce Timm ska ha influerat spelets stil. De fientliga rymdvarelsefigurerna i spelet är influerade av H.P. Lovecrafts verk.